# H
H je osmé písmeno latinské abecedy. Vyvinulo se z řeckého písmene éta.

## Využití v současných jazycích
Písmeno H má v jazycích zapisovaných latinkou různou zvukovou platnost jako souhláska, avšak v některých jazycích není vůbec vyslovováno. Často je součástí spřežek, v nichž mění výslovnost předcházejících písmen.

### Slovanské jazyky
V češtině a slovenštině označuje znělou glotální frikativu [ɦ]. Tato souhláska se v těchto jazycích vyvinula z původního slovanského [g] (zachovaného ve většině současných slovanských jazyků). Na konci slov a vlivem spodoby znělosti se vyslovuje [x]. Je součástí spřežky CH, vyslovované jako neznělá velární frikativa [x].
V polštině se nejčastěji vyskytuje ve spřežce CH [x]. Samostatně psané H se vyskytuje ve slovech cizího původu a taktéž se vyslovuje [x].
Jihoslovanské jazyky (slovinština, chorvatština, případně srbština) vyslovují psané H jako [x] (obvykle v pozicích odpovídajících západoslovanskému CH).

### Germánské jazyky
V germánských jazycích se H vyslovuje jako neznělá glotální frikativa [h]. Tato souhláska se v nich vyskytuje pouze na začátku slovních kořenů.
V angličtině je také součástí spřežek CH [t͡ʃ] (jako české Č; často též vyslovováno jako [k], především ve slovech řeckého původu), PH [f], SH [ʃ] (jako české Š), TH [ð, θ], GH (původně [x], v současnosti se většinou nevyslovuje). Ve skupinách RH a WH a po samohláskách na konci slabik se nevyslovuje.
V němčině se nevyslovuje, pokud následuje samohlásku, avšak označuje její délku. Je též ve spřežkách CH [x, ç], SCH [ʃ] a TSCH [t͡ʃ].

### Románské jazyky
V současných románských jazycích (s výjimkou rumunštiny a moldavštiny) se psané H nevyslovuje, avšak má různé pravopisné funkce.
Ve francouzštině, katalánštině, portugalštině a španělštině se zachovává psaní původního latinského nebo řeckého H, hlavně na začátku slov.
Ve francouzštině se dále používají spřežky CH [ʃ] a TCH [t͡ʃ]. V portugalštině jsou spřežky CH [ʃ], LH [ʎ] (jako slovenské Ľ) a NH [ɲ] (jako české Ň). Španělština používá spřežku CH [t͡ʃ].
V italštině H ve skupinách CHE, CHI, GHE a GHI označuje, že se C nebo G před samohláskami E a I neměkčí (např. che [kɛ] vs. ce [t͡ʃɛ]). Dále se zachovává psaní počátečního h- v některých tvarech slovesa avere (mít; latinsky habere), a to kvůli rozlišení od homofonních (stejně znějících) slov.
V rumunštině a moldavštině se H vyslovuje jako neznělé [h], s výjimkou skupin CHE, CHI, GHE a GHI, kde funguje stejně jako v italštině.

### Jiné jazyky
V maďarštině se H vyslovuje obvykle jako neznělé [h]. Mezi samohláskami je znělé [ɦ]. Po zadních samohláskách se může též vyslovovat [x] a po předních samohláskách [ç]. Ve finštině a estonštině je též neznělé [h], které se rovněž může za určitých okolností vyslovovat zněle [ɦ].
V lotyštině se H vyslovuje jako [x].
V albánštině se H vyslovuje jako neznělé [h]. Kromě toho se vyskytuje ve spřežkách DH [ð], SH [ʃ], TH [θ], XH [d͡z] (jako české DŽ) a ZH [ʒ] (jako české Ž).
V turečtině se rovněž vyslovuje neznělé [h].

## V umění
- V hudbě
  - h je nota.
  - H byl umělecký pseudonym Iana Watkinse, člena britské skupiny Steps.
- V televizním veseloherním seriálu Červený trpaslík písmeno H, umístěné na čele, označovalo, že daná postava je hologram.

## V přírodních vědách
- V chemii je H značka vodíku.
- V biochemii je H symbol pro aminokyselinu histidin.
- Ve fyzice
  - ℋ je označení pro Hamiltonovu funkci a její obdobu v kvantové teorii – Hamiltonův operátor.
  - H je označení pro intenzitu magnetického pole.
  - H je označení pro entalpii.
  - H je označení pro Hubbleovu konstantu.
  - H či H0 je značka pro Higgsův boson.
  - h je obvyklé označení pro výšku či hloubku, tedy délkový rozměr ve svislém směru.
  - ℎ je označení Planckovy konstanty (přičemž ℏ značí tzv. redukovanou Planckovu konstantu).
  - h je označení mezonů s neutrální vůní, izospinem 0, kladnou paritou a zápornou C-paritou, tvořených pouze kvarky/antikvarky u, d a s.[1]
- V matematice
  - ℍ označuje množinu kvaternionů.
  - H označuje Heavisideovu funkci.
  - H označuje Hermiteovy polynomy.
  - ℌ označuje Hilbertův prostor.

## V technice
- V informatice
  - značí ^H kód pro backspace, dnes nejčastěji používaný v žertu pro označení pokusu o výmaz „nechtěné chyby“.
  - v teorii logických systémů označuje horní úroveň hladiny signálu (z angl. High level)
  - v některých programovacích jazycích H na začátku nebo konci čísel značí, že jsou uváděny v šestnáctkové (hexadecimální) soustavě
- Ve zpracování signálu
  - h(t) je označení pro impulsní charakteristiku
  - H(jω) je označení pro frekvenční charakteristiku
- V soustavě SI
  - H je značka jednotky indukčnosti henry.
  - h je značka předpony soustavy SI pro 100, hekto.
  - h je symbol vedlejší časové jednotky hodina.
- H je jeden z typů malířského stojanu.

## V dopravě
- H je mezinárodní poznávací značka Maďarska.
- Na registrační značce označuje H Královéhradecký kraj.
- Dopravní značka bílé H na modrém podkladu značí blízkost nemocnice; horizontálně slouží též k označení helipadu (přistávacího místa pro vrtulníky)

## Ostatní
- Branka v ragby má tvar písmene H a nazývá se háčko.
- Ve slangu je H, „háčko“ označení drogy heroinu.